# Missouri State Route 27
Die Missouri State Route verläuft 13,4 km durch den Nordosten des Bundesstaates. Der südliche Endpunkt befindet sich auf dem U.S. Highway 61 5,8 km südlich von Wayland. Nach etwa einem Kilometer verlässt der U.S. Highway 61 die gemeinsame Strecke nach Osten und die Missouri State Route 27 verläuft allein nach Norden.
Mit dem Ort Wayland passiert die Straße die einzige größere Ortschaft und kreuzt dort den U.S. Highway 136. Wenige Kilometer nordwärts endet die Missouri State Route 27 an der Grenze zwischen den Bundesstaaten Missouri und Iowa am Des Moines River.
Jenseits der Brücke über den Fluss führt eine gleich nummerierte Straße, der Iowa Highway 27, weiter nach Norden.
Die Missouri State Route 27 und der Iowa Highway 27 sind neben einer Reihe weiterer nummerierter Highways Bestandteil der Avenue of the Saints.